# Clinopodium breviflorum
Clinopodium breviflorum — вид квіткових рослин з родини глухокропивових (Lamiaceae).

## Поширення
Ендемік Перу.